# Los papeles de Aspern
Los papeles de Aspern (en inglés, The Aspern Papers) es una novela corta de Henry James publicada por primera vez por entregas en la revista The Atlantic Monthly en 1888, y publicada en libro al año siguiente. La obra se inspira en una anécdota real que llegó a oídos del autor acerca de un bostoniano llamado Silsbee, que sentía adoración por el poeta Shelley. Es una de las obras más conocidas y aclamadas de James.

## Orígenes
En 1887 James había conocido en Florencia a la condesa Gamba, casada con un sobrino de Teresa Guiccioli, último amor de Lord Byron, que conservaba unas cartas de amor del poeta. James mostró interés por conocer el contenido de estas cartas, pero la condesa se negó en redondo a permitirle leerlas. Aproximadamente por la misma época el autor tuvo noticia de la historia de un bostoniano llamado Silsbee, apasionado admirador del poeta romántico Percy B. Shelley, que se hospedó en casa de la anciana Claire Clairmont —amante de Byron y madre de su hija Allegra— y de su sobrina nieta, con la esperanza de apoderarse de cartas de Shelley y de Byron. Al fallecer la anciana, la sobrina le propuso entregarle las cartas a condición de que se casase con ella. Silsbee huyó.
James altera algunos detalles de la historia: inventa, por ejemplo, al poeta romántico ficticio Jeffrey Aspern, estadounidense, y atribuye la misma nacionalidad a las señoritas Bordereau. Todos los personajes son, pues, norteamericanos.

## Argumento
La historia es narrada en primera persona por su protagonista —cuyo nombre no se revela nunca en el texto—, un crítico literario que viaja a Venecia en busca de las cartas que su admirado poeta Jeffrey Aspern escribió a su musa, Juliana Bordereau. Dado que su compañero John Cumnor había obtenido una rotunda negativa como respuesta a su oferta de comprar las cartas a la anciana señorita Bordereau, el narrador se propone ganarse su confianza, ocultando sus verdaderos motivos, para posteriormente negociar la adquisición de los papeles. Para ello, se hospeda en el viejo palazzo en el que habitan Juliana y su sobrina (tal vez sobrina nieta) Tita (en las últimas ediciones aparece como Tina), quienes le aceptan como huésped a cambio de una gran cantidad de dinero. 
El verano va transcurriendo sin que el narrador consiga apenas avance alguno, aunque se entrevista en varias ocasiones con la sobrina, que muestra gran interés por él. Los acontecimientos se precipitan cuando, tras entrevistarse con el narrador, Juliana Bordereau cae gravemente enferma. El narrador se introduce subrepticiamente en la habitación de la anciana, quien lo descubre, lo increpa y queda inconsciente. El narrador se marcha de Venecia durante unos días. Cuando regresa, la anciana ha fallecido. La señorita Bordereau le ofrece un retrato de Aspern que era propiedad de su tía e insinúa que existe una posibilidad de que el investigador acceda a los documentos que le interesan: contraer matrimonio con ella. La actitud que el narrador muestra al sugerírsele esto hace que Tita Bordereau renuncie a sus esperanzas de matrimonio y destruya los papeles.

## Temas
El relato es en cierto modo una quête mágica, o búsqueda del tesoro, por parte del narrador, quien concede a todo lo relacionado con su ídolo, Jeffrey Aspern, una enorme importancia: «Uno creería que usted espera encontrar en ellos la respuesta al enigma del universo», le dice un personaje secundario, sin que él lo desmienta. El final, sin embargo, es anticlimático, ya que el narrador termina por renunciar al objeto de sus fervorosos deseos. 
Por otro lado, el relato explora los límites de la investigación literaria, y su licitud cuando se interna en el terreno de la vida privada de los biografiados. Se sabe que éste era un tema que preocupaba personalmente a James, quien quemó varias cartas personales pocos años antes de su muerte para evitar que cayeran en manos de sus biógrafos. 

## Personajes
El relato sólo tiene tres personajes relevantes: el innominado narrador y las dos señoritas Bordereau. El resto de los personajes citados apenas tienen importancia en la historia, como la señora Prest, quien pone al narrador sobre la pista de Juliana Bordereau; el compañero de investigaciones del narrador, John Cumnor (sólo citado), y los sirvientes italianos.
Todos los personajes importantes son, pues, norteamericanos. Hay, sin embargo, grandes diferencias entre ellos: Juliana Bordereau es un personaje ambiguo, en el que se unen el romanticismo del pasado y de su relación con Jeffrey Aspern (aunque tal vez esto esté solo en la mirada del narrador) con un mezquino interés por el dinero (que acaso sea sincera preocupación por el futuro de su sobrina). Tita es un personaje ingenuo, desgarrado entre la fidelidad a su tía y el deseo de agradar al narrador, del que se ha enamorado y que es mucho más joven que ella. Por su parte, el narrador se desplaza, a través de la historia, desde su intensa devoción por Aspern hasta el desaliento que le invade cuando comprende el sacrificio que debe hacer para lograr su objetivo. En la relación entre los tres se hace perceptible la absoluta maestría de James como escritor.

## Ambientación
La acción de la novela se desarrolla en Venecia durante un verano. Aparecen numerosos lugares de la ciudad, como la Basílica y la Plaza de San Marcos, el Gran Canal o la estatua de Bartolomeo Colleoni frente la iglesia de San Juan y San Pablo, entre otros muchos. Sin embargo, la mayor parte de la acción transcurre en el palazzo en que habitan las señoritas Bordereau y en su jardín.

## Traducciones al español
- Los papeles de Jeffrey Aspern. Barcelona, Editorial José Janés, 1946.
- Los papeles de Aspern. Traducción de J. Kogan Albert. Buenos Aires, Losada, 1950.
- Los papeles de Aspern. Traducción de José María Aroca. Barcelona, Tusquets, 1971.
- Los papeles de Aspern y otras historias de escritores. Traducción de José María Valverde. Barcelona, Planeta, 1978.

(Estas traducciones de 1971 y 1978 han sido reeditadas en varias ocasiones)
- Los papeles de Aspern. Traducción de Sergio Pitol. Caracas, Monte Ávila Editores Latinoamericana, 1998.
- Los papeles de Aspern. Traducción de Rolando Costa Picazo. Buenos Aires, Colihue, 2005
- Los papeles de Aspern. Traducción de Francisco Carrasco. México. Universidad Veracruzana. 2008
- Los papeles de Aspern. Traducción de Catalina Martínez Muñoz. Barcelona, Alba editorial (Minus), 13 de enero de 2016.
- Los documentos de Aspern. Traducción de; Jackie DeMartino, Francisco López Martín y Carlos Manzano. Barcelona, Penguin Clásicos, 18 de febrero de 2021.